# Impasse des Provençaux
Impasse des Provençaux var en återvändsgata i Quartier Saint-Germain-l'Auxerrois i Paris första arrondissement. Gatan var uppkallad efter en butik, vilken sålde produkter från södra Frankrike, i synnerhet från Provence. Impasse des Provençaux började vid Rue de l'Arbre-Sec 14–16. 
På Jacques Gombousts karta över Paris från år 1652 benämns gatan Rue d'Anjou.
Impasse des Provençaux var tidigare belägen i Quartier de Louvre i det fjärde arrondissementet, vilket existerade från 1795 till 1860.
Gatan revs år 1906 för att ge plats åt varuhuset La Samaritaine.

## Bilder
| - Plan som visar gatans läge omkring år 1900. |

## Omgivningar
- Saint-Germain-l'Auxerrois
- Louvren
- Rue de l'Arbre-Sec
- Rue Baillet
- Rue de la Monnaie
- Rue des Prêtres-Saint-Germain-l'Auxerrois
- Place de l'École